# Anna Lin
Anna Lin Lundsgaard (født 1. juli 1996 i Odense) er en dansk tv-vært. 
Hun blev et kendt ansigt, da hun var vært på Ultra nyt. Sidenhen har hun været vært på Kender du typen?.
I februar 2021 blev det annonceret, at hun skulle overtage Mads Steffensens værtsrolle på Kender du typen?, som hun fortsatte i, til hun 27. september 2022 annoncerede, at hun stoppede igen.
Hun var vært på børnenes MGP, sammen med Jacob Riising i februar 2021. I 2022 var hun igen vært på MGP, denne gang med Stephania Potalivo.